# Hannah Waddingham
Hannah Waddingham est une actrice et chanteuse britannique, née le 28 juillet 1974 à Wandsworth dans le Grand Londres.
Elle est connue pour avoir joué le rôle de Rebecca Welton dans la série comique Ted Lasso (2020-2023), pour lequel elle a remporté un Emmy Award en 2021 ainsi que le Critics' Choice Television Award en 2021 et 2022. Sur les planches, elle a également joué dans de nombreuses pièces au West End, dont Spamalot, Into the Woods ou encore Le Magicien d'Oz, pour lesquelles elle a reçu trois nominations aux Olivier Awards.
Hannah Waddingham apparaît également dans l'adaptation au cinéma de la comédie musicale Les Misérables en 2012, et a rejoint la distribution de la cinquième saison de la série HBO Game of Thrones dans le rôle de Septa Unella en 2015. Elle a joué dans le thriller psychologique britannique Winter Ridge réalisé par Dom Lenoir en 2018 et a tenu un rôle secondaire dans la série Sex Education (2019-2023).
En 2023, elle a co-présenté le concours Eurovision de la chanson.

## Biographie
Hannah Waddingham est née à Wandsworth, près de Londres.
Sa mère, Melodie Kelly, était chanteuse d'opéra, tout comme ses deux grands-parents maternels. Sa mère a rejoint l'English National Opera lorsque Waddingham avait huit ans, la faisant alors grandir dans le milieu du théâtre.
Waddingham est diplômée de l'Academy of Live and Recorded Arts, et possède une tessiture vocale de quatre octaves. Elle commence sa carrière par des rôles dans des dîners-théâtres, notamment dans la comédie interactive Joey and Gina's Wedding.

## Carrière

### Au théâtre
Hannah Waddingham a été actrice à la fois au West End de Londres et à Broadway à New York. Elle fait ses débuts au West End dans Lautrec de Charles Aznavour en mars 2000 où elle reçoit le prix de la meilleure actrice dans une comédie musicale. Elle est la première à jouer le rôle de Christine Warner dans The Beautiful Game d'Andrew Lloyd Webber et Ben Elton, restant avec la troupe toute l'année au Cambridge Theatre à partir de septembre 2000. Ses autres rôles incluent Starbird dans Space Family Robinson de Julian et Stephen Butler, Rizzo dans la comédie musicale Grease, et Satan dans Tonight's the Night: The Rod Stewart Musical de Rod Stewart.
En 2006, elle interprète la Dame du lac dans Spamalot, à la fois dans la production londonienne et à Broadway. Sa performance dans ce rôle lui vaudra une nomination aux Olivier Awards.
En 2008, elle reprend le rôle de Désirée Armfeldt dans la reprise de A Little Night Music de Stephen Sondheim, dirigée par Sir Trevor Nunn. Elle reçoit d'excellentes critiques et est à nouveau nommée aux Olivier Awards dans la catégorie de la Meilleure actrice dans une comédie musicale. En 2010, Waddingham joue le rôle de la sorcière dans la production d'Into the Woods de Stephen Sondheim à l'Open Air Theatre de Londres,.
Elle est la première à jouer le rôle de la méchante sorcière de l'Ouest dans la production du West End du Magicien d'Oz, débutant le 1er mars 2011 au London Palladium. Elle est alors la première à interpréter la chanson de Lloyd Weber et Rice, Red Shoes Blues. Elle reçoit de nombreux prix pour sa performance, notamment le Whatsonstage Theathergoers Choice Award de la meilleure actrice dans un second rôle dans une comédie musicale. Elle quitte la production le 4 septembre 2011.
En 2012, elle reprend le rôle de Lilli Vanessi/Katharine dans la reprise de Kiss Me, Kate d'abord au Chichester Festival Theatre, et enfin au Old Vic Theatre.
Le 25 août 2023, Hannah Waddingham est annoncée comme présentatrice du Fantasy, Myths and Legends Prom pour la BBC. Elle se retire du programme le 28 août, en solidarité avec la grève SAG-AFTRA.

### À l'écran
En 2011, Waddingham apparaît dans l'épisode 3 de la saison 4 de la sitcom à succès de la BBC, Not Going Out.
En 2012, elle tient un petit rôle parmi les ouvrières dans le film Les Misérables, et en 2014, joue Tonya dans la comédie à succès Benidorm sur ITV.
Hannah Waddingham a interprété le rôle de la "Shame Nun", Septa Unella dans les saisons 5 et 6 de Game of Thrones. Elle commence le tournage neuf semaines après avoir donné naissance à sa fille, et a véritablement été torturée par l'eau pendant le tournage de la scène où son personnage est torturé par Cersei : elle en a gardé une aquaphobie et une claustrophobie. Il lui est offert la "Shame Bell" emblématique du rôle comme cadeau de départ.
Entre 2019 et 2023, elle a également un rôle secondaire dans la série Netflix Sex Education, en tant que Sophia Marchetti, la mère de Jackson.
De 2020 à 2023, elle joue dans la série Ted Lasso sur Apple TV+. Elle y incarne Rebecca Welton, la propriétaire de l'AFC Richmond. La série a été saluée pour sa représentation "rafraîchissante" de l'amitié féminine à travers les personnages de Rebecca et Keeley (interprété par Juno Temple),. Elle y intègre ses qualités de chanteuse dans l'épisode 7 de la saison 1 et dans les épisodes 4 et 10 de la saison 2. En 2021, elle remporte le Primetime Emmy Award de la meilleure actrice dans un second rôle dans une série comique et le Critics' Choice Television Award de la meilleure actrice dans une série comique pour ce rôle. Elle sera nommée aux Emmy Awards pour chacune des saisons de Ted Lasso.
Waddingham apparaît dans le rôle de la Mère Sorcière dans le second opus du film  Hocus Pocus, sorti sur Disney+ le 30 septembre 2022. Sa performance est saluée dans un film très critiqué, certains journalistes décrivant le court temps passé par l'actrice à l'écran comme une "performance digne d'un Oscar" et affirmant que "dès le moment où elle apparaît à l'écran, elle commande l'écran avec une autorité incontestable".
Elle interprète en 2023 le rôle de Lady Bellaston dans la mini-série dramatique Tom Jones de la chaîne ITV, adaptée du roman de Henry Fielding paru en 1749.
En mars 2023, Waddingham est annoncée comme faisant partie du casting du huitième film Mission Impossible.
En avril 2023, elle présente la cérémonie des Olivier Awards, récompensant le théâtre britannique.

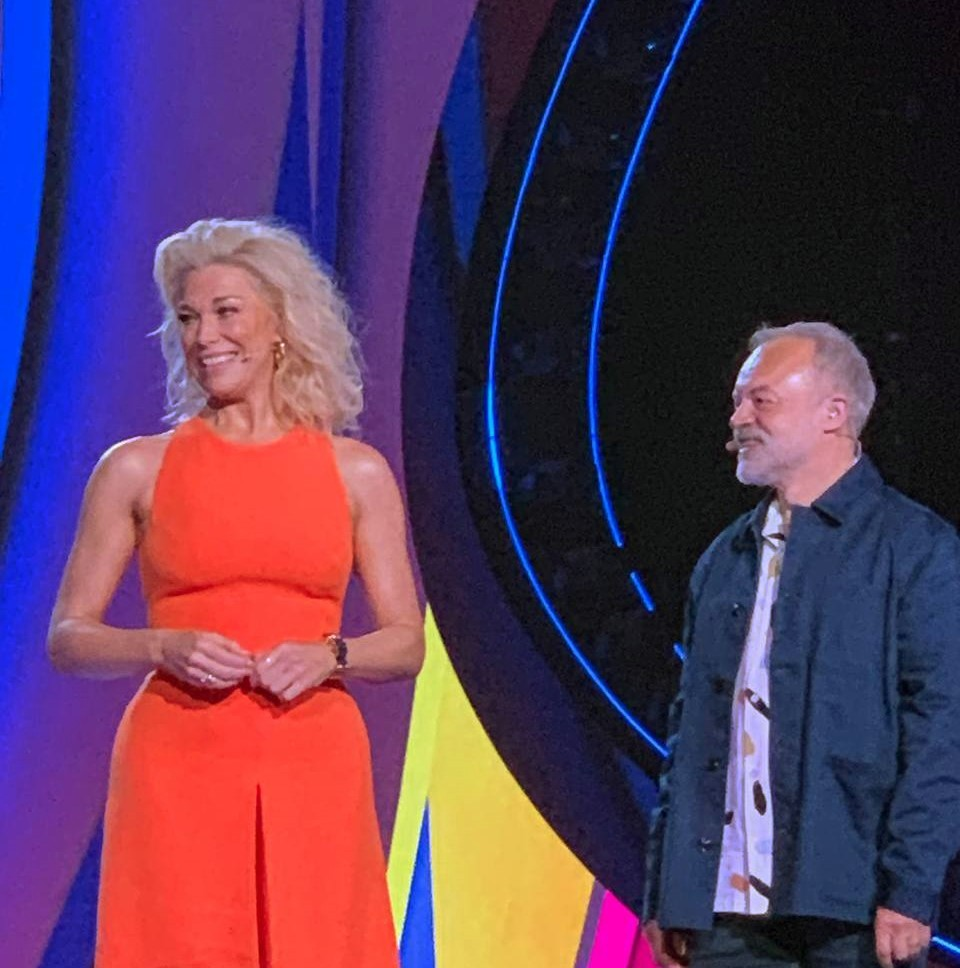
Hannah Waddingham et Graham Norton à l'Eurovision 2023.

En mai 2023, Hannah Waddingham co-présente le Concours Eurovision de la chanson 2023 à Liverpool, aux côtés d'Alesha Dixon, de la chanteuse ukrainienne Julia Sanina, ainsi que de Graham Norton pour la finale. Elle reçoit de nombreux éloges, le journal The Guardian la qualifiant de "trésor national".
En décembre 2023, elle est à l'affiche d'une émission spéciale pour Noël, Hannah Waddingham: Home for Christmas, diffusée sur Apple TV+. Elle y chante des classiques de Noël aux côtés de certains de ces collègues de Ted Lasso, notamment Phil Dunster et Brendan Hunt, mais aussi d'autres amis invités pour l'occasion, dont Luke Evans et Leslie Odom Jr.
En 2024, elle apparaîtra aux côtés de Ryan Gosling et Emily Blunt dans The Fall Guy par David Leitch.

## Enregistrements
En 2000, avec son rôle de Christine dans la comédie musicale The Beautiful Game d'Andrew Lloyd Webber et Ben Elton, elle sort en octobre un single de la chanson Our Kind of Love tirée de la production. Le single se classe au 41e rang des charts britanniques.
Elle apparaît sur les bandes originales de diverses comédies musicales dans lesquelles elle a joué, comme Space Family Robinson chez Pop ! Records, mais aussi celle du Magicien d'Oz.
En décembre 2023, elle sort son premier album Hannah Waddingham: Home for Christmas, bande originale du film éponyme, chez Apple Video Programming.

## Vie privée
En 2014, après avoir eu des difficultés à concevoir, Hannah Waddingham et l'hôtelier Gianluca Cugnetto accueillent une petite fille. Le couple se sépare peu de temps après et élèvent séparément leur fille.
Elle révèle en 2020 que sa fille souffre d'une maladie auto-immune, appelée maladie de Henoch-Schönlein. Cette maladie provoque l'inflammation et le saignement de petits vaisseaux sanguins de la peau, des articulations et des organes, touchant surtout les enfants de moins de dix ans. Pour cette raison, Hannah Waddingham a révélé qu'avant d'auditionner pour Ted Lasso, elle avait "supplié l'univers" de lui trouver un emploi près de chez elle pour pouvoir s'occuper de sa fille.
Waddingham a également révélé avoir été dans une relation abusive, expliquant que cette situation l'avait aidée à jouer et comprendre le rôle de Rebecca Welton dans Ted Lasso.
Elle parle couramment français et italien.

## Filmographie

### Cinéma
- 2008 : Un Anglais à New York (How to Lose Friends & Alienate People) de Robert B. Weide : Elizabeth Maddox
- 2012 : Les Misérables de Tom Hooper : Une ouvrière
- 2015 : Meet Pursuit Delange: The Movie d'Howard Webster :  Maddie Forrester
- 2016 : The Gatehouse de Martin Gooch : L'agent
- 2018 : Winter Ridge de Dom Lenoir : Joanne Hill
- 2019 : Le Coup du siècle (The Hustle) de Chris Addison : Shiraz
- 2022 : Hocus Pocus 2 d'Anne Fletcher : Mère Sorcière
- 2024 : The Fall Guy de David Leitch : Gail Meyer
- 2024 : Garfield : Héros malgré lui (The Garfield Movie) de Mark Dindal : Jinx (voix)
- 2025 : Mission: Impossible - The Final Reckoning de Christopher McQuarrie : Amirale Neely
- 2025 : Lilo et Stitch (Lilo & Stitch) de Dean Fleischer Camp : La présidente du Grand Conseil (voix)
- 2025 : Les Schtroumpfs, le film (Smurfs) de Chris Miller : Enjouée, le grimoire (voix)
- 2027 : High in the Clouds : Gretsch (voix)

### Télévision

#### Séries télévisées
- 2002 : Six Sexy : Jenny Turbot
- 2002 : Brookside : Georgina Savage
- 2003 - 2006 : My Hero : Lula / Miranda / Thermowoman
- 2005 : William et Mary (William and Mary) : Penelope
- 2005 : Femmes de footballeurs (Footballers' Wives) : Jools
- 2005 : Hollyoaks: Let Loose : Mme Robertson
- 2008 / 2010 / 2012 / 2015 : Doctors : Dixie Deadman / Jacky Parnell / Rhonda Stowell / Becky Harmison
- 2009 : M.I. High : Alannah Sucrose
- 2010 : Miss Marple (Agatha Christie's Marple) : Lola Brewster
- 2010 - 2011 : Ma tribu (My Family) : Katie
- 2011 : Not Going Out : Jane
- 2012 : Bad Education : Loretta
- 2014 : Benidorm : Tonya Dyke
- 2015 : Associés contre le crime (Partners in Crime) : Une assassin
- 2015 - 2016 : Game of Thrones : Septa Unella
- 2016 : Josh : Phillipa
- 2016 : In the Club : Dr Stone
- 2017 : 12 Monkeys : Magdalena
- 2018 : Bad Move : Imelda
- 2018 - 2019 : Krypton : Jax-Ur / Sela-Sonn
- 2019 - 2023 : Sex Education : Sofia Marchetti
- 2020 - 2023 : Ted Lasso : Rebecca Welton
- 2021 : Inspecteur Barnaby (Midsomer Murders) : Mimi Dagmar
- 2021 : Murder, They Hope : Détective Henrietta Sheperd
- 2022 : Willow : Hubert
- 2023 : Tom Jones : Lady Bellaston
- 2023 - 2025 : Krapopolis : Deliria (voix)

### Théâtre
| Année     | Titre                         | Rôle                                       | Théâtre                                  | Lieux                     |
| --------- | ----------------------------- | ------------------------------------------ | ---------------------------------------- | ------------------------- |
| 1998      | Joey & Gina's Wedding         | Anjelica                                   | Mackintosh Cafe Royal                    | Londres                   |
| 1999      | Smokey Joe's Cafe             | Shimmy Girl                                |                                          | Tournée nationale         |
| 2000      | Lautrec                       | Suzanne Valadon                            | Shaftesbury Theatre                      | Londres                   |
| 2001      | Saucy Jack & The Space Vixens | Chesty Prospects                           | Queens Theatre Tournée                   | Londres Tournée nationale |
| 2000-2001 | The Beautiful Game            | Christine Warner                           | Cambridge Theatre                        | West End                  |
| 2002      | Space Family Robinson         | Starbird                                   | Pleasance Theatre                        | Londres                   |
| 2003      | Grease                        | Rizzo                                      | Victoria Palace Theatre                  | West End                  |
| 2003      | Tonight's the Night           | Satan                                      | Victoria Palace Theatre                  | West End                  |
| 2005      | The Likes of Us               | Rose                                       | Sydmonton Festival                       | Londres                   |
| 2006      | Bad Girls: the Musical        | Nikki Wade                                 | West Yorkshire Playhouse                 | Leeds                     |
| 2006-2008 | Spamalot                      | La Dame du Lac                             | Palace Theatre Shubert Theatre           | West End Broadway         |
| 2009      | A Little Night Music          | Désirée Armfeldt                           | Garrick Theatre Menier Chocolate Factory | West End                  |
| 2010      | Into the Woods                | La sorcière                                | Regents Park Open Air Theatre            | Londres                   |
| 2011      | Le Magicien d'Oz              | La méchante sorcière de l'ouest Miss Gulch | London Palladium                         | West End                  |
| 2012      | Kiss Me, Kate                 | Lilli Vanessi Katharine                    | Old Vic Chichester Festival Theatre      | West End                  |
| 2013      | A Little Hotel on the Side    | Angelique Pinglet                          | Theatre Royal                            | Bath                      |

## Distinctions
| Année | Récompense                              | Catégorie                                                                           | Rôle                                  | Résultat   |
| ----- | --------------------------------------- | ----------------------------------------------------------------------------------- | ------------------------------------- | ---------- |
| 2007  | WhatsOnStage Awards                     | Meilleure actrice dans une comédie musicale                                         | Spamalot                              | Nommée     |
| 2007  | Laurence Olivier Awards                 | Meilleure actrice dans une comédie musicale                                         | Spamalot                              | Nommée     |
| 2010  | WhatsOnStage Awards                     | Meilleure actrice dans une comédie musicale                                         | A Little Night Music                  | Nommée     |
| 2010  | Laurence Olivier Awards                 | Meilleure actrice dans une comédie musicale                                         | A Little Night Music                  | Nommée     |
| 2013  | Laurence Olivier Awards                 | Meilleure actrice dans une comédie musicale                                         | Kiss Me, Kate                         | Nommée     |
| 2013  | WhatsOnStage Awards                     | Meilleure actrice dans une comédie musicale                                         | Kiss Me, Kate                         | Nommée     |
| 2021  | Screen Actors Guild Awards              | Meilleure distribution pour une série télévisée comique                             | Ted Lasso                             | Nommée     |
| 2021  | Critics' Choice Television Awards       | Meilleure actrice dans un second rôle dans une série télévisée comique              | Ted Lasso                             | Lauréate   |
| 2021  | Hollywood Critics Association TV Awards | Meilleure actrice dans un second rôle dans une série télévisée comique              | Ted Lasso                             | Lauréate   |
| 2021  | International Online Cinema Awards      | Meilleure actrice dans un second rôle dans une série télévisée comique              | Ted Lasso                             | Lauréate   |
| 2021  | Primetime Emmy Awards                   | Meilleure actrice dans un second rôle dans une série télévisée comique              | Ted Lasso                             | Lauréate   |
| 2021  | Television Critics Association Awards   | Individual Achievement in Comedy                                                    | Ted Lasso                             | Nommée     |
| 2021  | Golden Globes                           | Meilleure actrice dans un second rôle dans une série, une mini-série ou un téléfilm | Ted Lasso                             | Nommée     |
| 2022  | Screen Actors Guild Awards              | Meilleure actrice dans une série télévisée comique                                  | Ted Lasso                             | Nommée     |
| 2022  | Screen Actors Guild Awards              | Meilleure distribution pour une série télévisée comique                             | Ted Lasso                             | Lauréate   |
| 2022  | Primetime Emmy Awards                   | Meilleure actrice dans un second rôle dans une série télévisée comique              | Ted Lasso                             | Nommée     |
| 2023  | Primetime Emmy Awards                   | Meilleure actrice dans un second rôle dans une série télévisée comique              | Ted Lasso                             | Nommée     |
| 2024  | Golden Globes                           | Meilleure actrice dans un second rôle dans une série, une mini-série ou un téléfilm | Ted Lasso                             | Nommée     |
| 2024  | Screen Actors Guild Awards              | Meilleure actrice dans une série télévisée comique                                  | Ted Lasso                             | Nommée     |
| 2024  | Screen Actors Guild Awards              | Meilleure distribution pour une série télévisée comique                             | Ted Lasso                             | Nommée     |
| 2024  | Royal Television Society Awards         | Meilleure performance en divertissement                                             | Concours Eurovision 2023              | Lauréate   |
| 2024  | BAFTA TV Awards                         | Meilleure performance de divertissement                                             | Concours Eurovision 2023              | En attente |
| 2024  | BAFTA TV Awards                         | Meilleur programme de divertissement                                                | Hannah Waddingham: Home for Christmas | En attente |